# 계룡초등학교 (충남)
계룡초등학교(鷄龍初等學校)는 대한민국 충청남도 공주시 계룡면 유평리에 있는 공립 초등학교이다.

## 학교 연혁
- 1919년 6월 17일 계룡공립보통학교 개교(설립인가 3월 12일)
- 1938년 4월 1일 교명 변경(계룡공립심상소학교)
- 1941년 4월 1일 교명 변경(계룡공립국민학교)
- 1945년 9월 4일 경천국민학교 분리
- 1949년 9월 30일 왕흥국민학교, 효포국민학교 분리
- 1966년 3월 4일 중장국민학교 분리
- 1981년 3월 6일 병설유치원 개원
- 1996년 3월 1일 계룡초등학교로 개명
- 2012년 3월 1일 중장초등학교와 통합
- 2019년 6월 17일 개교 100주년 기념일
- 2023년 2월 10일 제101회 졸업식(총7,040명)
- 2023년 3월 1일 6학급 편성, 유치원 1학급 편성

## 학교 상징
- 우리 학교 꽃 - 영산홍 : 사랑
- 우리 학교 나무 - 느티나무 : 미래의 꿈

## 참고 자료
- 계룡초등학교 - 한국교육학술정보원 학교알리미